# Raiden (series)
Raiden es una serie de juegos de arcade realizados por Seibu Kaihatsu inicialmente disponibles en arcades en Japón y más tarde distribuido a otros países por Fabtek y otros fabricantes de juegos de arcade.
El juego que empezó la franquicia fue Raiden. Este fue adaptado para la PlayStation como The Raiden Project. En la década de 1990, fue adaptado a varios ordenadores domésticos y videoconsolas de la época. Las adaptaciones más tardías fueron desarrolladas para teléfonos celulares.
Seibu Kaihatsu desarrolló los juegos de Raiden y su spin-offs relacionados desde 1990 hasta 1998. La licencia de Raiden fue más tarde adquirida por MOSS en 2005. Raiden III y Raiden IV han sido desarrollados en varias placas Taito (Taito Tipo X series), mientras Raiden V es el primer juego en la serie para ser liberado primero en una consola (la Xbox One) y nunca tuvo una versión de arcade.

## Visión general
En cada instalación, hay una amenaza a la humanidad encarnada por la invasión de la Tierra por una forma de vida alienígena conocida como los Cristales. En el despertar de la proliferación del Cristal, el mundo unió para formar el VCD, los cuales deben lanzar un contraataque con su potente arma basada en la tecnología del Cristal, la nave de ataque Fighting Thunder, el futuro de la humanidad. En la mayoría de los juegos Raiden, los Cristales están representados por un cristal rojo grande que forma el núcleo de los jefes de los niveles y el jefe final. Los primeros dos Raiden tuvieron ocho etapas. Raiden III consta de siete etapas mientras Raiden IV tiene cinco. Raiden V introduce la ramificación de caminos en las etapas que dependen del rendimiento de jugador.
Juegos posteriores introdujeron características nuevas, como la capacidad para un jugador para controlar ambas naves al mismo tiempo. Empezando en Raiden III,  la mecánica de puntuación "flash shot" deja a los jugadores conseguir puntuaciones más altas por destruir enemigos cuando aparecen lo más rápido posible. Una versión ligeramente diferente de esta mecánica de puntuar fue introducida en el spinoff Raiden Fighters.

## Juegos publicados

### Serie principal
Los primeros tres juegos de Raiden fueron publicados por Seibu Kaihatsu y distribuidos por Fabtek (EE. UU.), The Metrotainment Network (Asia), y Tuning Electronic (Alemania). Después de que más de una década, la serie original fue revivida y licenciada por MOSS y publicada por Taito.
- Raiden (1990)
- Raiden II (1993)
- Raiden DX (1994)
- Raiden III (2005)
- Raiden IV (2007)
- Raiden V (2016)[1]
- Raiden VI (TBA)

### Drama japonés
- Raiden (TBA, TV Asahi)

### Spinoffs
Viper Phase 1, lanzado en mayo de 1995, tiene un sistema de arma secundario agotable (indicado por un barra de energía). Una versión actualizada de Viper Phase 1, se liberó en agosto de 1995, y modificó el sistema de armas para ser similar a los juegos de Raiden.
Los juegos de Raiden Fighters fueron en asociados con la serie Raiden. El primer juego Raiden Fighters era originalmente un juego completamente no relacionado con el nombre Gun Dogs durante su desarrollo. Seibu Kaihatsu cambió su nombre a Raiden Fighters debido a que las pruebas de mercado del juego mostraban que funcionaba mejor en el público con el nombre Raiden.
- Viper Phase 1 (1995)
- Raiden Fighters (1996)
- Raiden Fighters 2 (1997)
- Raiden Fighters Jet (1998)

### Recopilaciones
- The Raiden Project (1995)
- Raiden Fighters Aces (2008)
- Raiden Legacy (2015)[2][3]